# Vair
Der Vair ist ein rechter Nebenfluss der oberen Maas in Frankreich. Das Einzugsgebiet des rund 65 Kilometer langen Vair beträgt 459,5 km².

## Geographie

### Verlauf
Der Fluss entspringt am Osthang des 497 m hohen Côte de Hautmont im Süden des Départements Vosges im Gemeindegebiet von Dombrot-le-Sec. Der Côte de Hautmont ist ein Berg im Höhenzug Monts Faucilles, der auf seiner gesamten Länge und mit Höhen bis zu 500 m ü. NHN einen Teil der Europäischen Hauptwasserscheide bildet. Im Gemeindegebiet von Maxey-sur-Meuse mündet der Fluss Vair in die Maas.

### Einzugsgebiet
Das Maasbecken ist in der Region Grand Est sehr schmal, sodass nur kurze Flussläufe zur Maas strömen. Das Tal des Vair mit seinen Nebenflüssen Petit Vair, Vraine und Frezelle ist hierbei eine Ausnahme. Im Einzugsgebiet des Flusses liegt die Stadt Vittel, die für ihre Mineralquellen und den großen Kurpark bekannt ist.

### Zuflüsse
Reihenfolge von de Quelle zur Mündung. Längenangaben nach SANDRE, Einzugsgebiet und mittlerer Abfluss (MQ) nach Débits caractéristiques du Vair
- Ruisseau de Dombrot-Le-Sec (rechts), 2,3 km
- Ruisseau de Suriauville (links), 4,8 km
- Ruisseau de la Chaille (links), 2,3 km
- Ruisseau d'Arceau (links), 4,0 km
- Ruisseau de la Fontaine Fauvelle (links), 1,6 km
- Ruisseau de St-Pierre (links), 3,0 km
- Ruisseau le Petit Vair (rechts), 15,6 km, 72,0 km², 0,86 m³/s
- Ruisseau de la Prele (rechts), 3,2 km
- Ruisseau de Nievel (links), 5,4 km
- Ruisseau de Rainvau (rechts), 2,7 km
- Ruisseau de Sandaucourt (links), 6,3 km
- Ruisseau de Bassompre (links), 6,1 km
- Ruisseau du Bois Jacquet (rechts), 2,5 km
- Ruisseau le Neuilly (links), 2,1 km
- Ruisseau de Larosoire (rechts), 3,5 km
- Vraine (rechts), 22,9 km, 114,1 km², 1,24 m³/s
- Ruisseau la Sermone (links), 6,0 km, 13,2 km², 0,15  m³/s
- Ruisseau Frezelle (links), 16,4 km, 47,2 km², 0,55 m³/s
- Noue du Pont de Pagny (links), 2,5 km
- Ruisseau de Blonchonrupt (rechts), 2,4 km

### Orte am Fluss
(Reihenfolge in Fließrichtung)
- Dombrot-le-Sec
- Contrexeville
- Mandres-sur-Vair
- Saint-Remimont
- Belmont-sur-Vair
- Dombrot-sur-Vair
- Houécourt
- La Neuveville-sous-Châtenois
- Viocourt
- Balléville
- Removille
- Attignéville
- Barville
- Harchéchamp
- Autigny-la-Tour
- Soulosse-sous-Saint-Élophe
- Moncel-sur-Vair

## Hydrologie
An der Mündung des Vair in die Maas beträgt die mittlere Abflussmenge (MQ) 5,15 m³/s; das Einzugsgebiet umfasst hier 459,5 km².
Am Pegel Le Vair à Soulosse-sous-Saint-Élophe wurde über einen Zeitraum von 52 Jahren (1969–2000) die durchschnittliche jährliche Abflussmenge des Vair berechnet.
Die Abflussmenge schwankt im Lauf des Jahres recht stark. Die höchsten Wasserstände werden in den Monaten Dezember – Februar gemessen. Ihren Höchststand erreicht die Abflussmenge mit 10,80 m³/s im Februar. Von März an geht die Schüttung zurück und erreicht ihren niedrigsten Stand im September mit 0.861 m³/s, um danach wieder von Monat zu Monat anzusteigen. Der jahresdurchschnittliche Wert beträgt hier 4.920 m³/s